# Ceann Comhairle
O Ceann Comhairle (em irlandês: "Chefe do Conselho"; no plural: Comhairlí Cinna) é o termo que na língua gaélica irlandesa designa o presidente da Dáil Éireann, a câmara baixa do Oireachtas (parlamento) da Irlanda. A pessoa que detém a posição é eleito pelos membros do Dáil, de entre si na primeira sessão após cada eleição legislativa. A actual Ceann Comhairle é Verona Murphy, TD.

## Lista de Comhairlí Cinna
| #   | Nome                      | Início do amndato      | Fim do mandato         | Partido                   |
| --- | ------------------------- | ---------------------- | ---------------------- | ------------------------- |
| 1.  | Cathal Brugha             | 21 de janeiro de 1919  | 22 de janeiro de 1919  | Sinn Féin                 |
| 2.  | Conde Plunkett            | 22 de janeiro de 1919  | 22 de janeiro de 1919  | Sinn Féin                 |
| 3.  | Seán T. O'Kelly           | 22 de janeiro de 1919  | 16 de agosto de 1921   | Sinn Féin                 |
| 4.  | Eoin MacNeill             | 16 de agosto de 1921   | 9 de setembro de 1922  | Pró-Tratado Sinn Féin     |
| 5.  | Michael Hayes             | 8 de setembro de 1922  | 9 de março de 1932     | Cumann na nGaedhael       |
| 6.  | Frank Fahy                | 9 de março de 1932     | 13 de junho de 1951    | Fianna Fáil               |
| 7.  | Patrick Hogan             | 13 de junho de 1951    | 14 de novembro de 1967 | Partido dos Trabalhadores |
| 8.  | Cormac Breslin            | 14 de novembro de 1967 | 14 de março de 1973    | Fianna Fáil               |
| 9.  | Seán Treacy (1.º mandato) | 14 de março de 1973    | 5 de julho de 1977     | Partido dos Trabalhadores |
| 10. | Joseph Brennan            | 5 de julho de 1977     | 13 de julho de 1980    | Fianna Fáil               |
| 11. | Pádraig Faulkner          | 15 de outubro de 1980  | 30 de junho de 1981    | Fianna Fáil               |
| 12. | John O'Connell            | 30 de junho de 1981    | 14 de dezembro de 1982 | Independente              |
| 13. | Tom Fitzpatrick           | 14 de dezembro de 1982 | 10 de março de 1987    | Fine Gael                 |
|     | Seán Treacy (2.º mandato) | 10 de março de 1987    | 26 de junho de 1997    | Independente              |
| 14. | Séamus Pattison           | 26 de junho de 1997    | 6 de junho de 2002     | Partido dos Trabalhadores |
| 15. | Rory O'Hanlon             | 6 de junho de 2002     | 14 de junho de 2007    | Fianna Fáil               |
| 16. | John O'Donoghue           | 14 de junho de 2007    | 13 de outubro de 2009  | Fianna Fáil               |
| 17. | Séamus Kirk               | 13 de outubro de 2009  | 9 de março de 2011     | Fianna Fáil               |
| 18. | Seán Barrett              | 9 de março de 2011     | 10 de março de 2016    | Fine Gael                 |
| 19. | Seán Ó Fearghaíl          | 10 de março de 2016    | 18 de dezembro de 2024 | Fianna Fáil               |
| 20. | Verona Murphy             | 18 de dezembro de 2024 | Actualmente            | Independente              |